# Ameriška hokejska reprezentanca
Ameriška hokejska reprezentanca je ena boljših državnih hokejskih reprezentanc na svetu. Na olimpijskih igrah je osvojila dve zlati, eno srebrno in sedem bronastih medalj v dvajsetih nastopih, na svetovnih prvenstvih pa dve zlati, devet srebrnih in osem bronastih medalje v 654-ih nastopih.